# Gtk Sharp
 (septembre 2012).
Pour les articles homonymes, voir GTK.
Gtk# est une bibliothèque logicielle de binding qui permet l'utilisation de GTK+ et d'autres bibliothèques logicielles de GNOME dans des applications utilisant la plateforme Microsoft .NET. Cette bibliothèque facilite la création d'applications graphiques pour GNOME qui utilisent Mono ou tout autre environnement d'exécution compatible avec le CLR de Microsoft .NET.

## Exemples de logiciels utilisant Gtk#
- Banshee
- F-Spot
- Muine
- Beagle
- Bless, un éditeur hexadécimal.